# 橋本ありす
橋本 ありす（はしもと ありす、1984年6月26日 - ）は、静岡朝日テレビ（SATV）の女性アナウンサー。

## 来歴
東京都世田谷区出身。血液型はA型。小学校時代には劇団いろはに在籍。
明治大学政治経済学部を卒業後、2007年に静岡朝日テレビに入社。大学時代はBS朝日で学生キャスターをしていた。
同年4月30日より、平日夕方放送『とびっきり!しずおか』における県内ニュースのキャスターに即戦力として抜擢される。2015年3月30日からは同番組のメインMC（横田真理子の後任）。
2017年3月5日開催の静岡マラソン2017にフルマラソンのランナーとして出場。
2010年に静岡出身の6歳上の男性と社内結婚。

## 現在の担当番組
- とびっきり!しずおか・とびっきり!しずおか土曜版（総合司会）
- とびっきり!しずおか#とびっきり!しずおか 日曜版（旧・とびっきり!サンデー）とびっきり!サンデー→とびっきり!しずおか日曜版 - VTRナレーション
- SATVニュース

## 過去の出演番組
- 君の名は 第25週（1991年9月、NHK）
- 世にも奇妙な物語「見たら最期」（1992年8月6日、フジテレビ）
- サタハピ しずおか - ナレーション